# Еванс-Сіті (Пенсільванія)
Еванс-Сіті (англ. Evans City) — місто (англ. borough) в США, в окрузі Батлер штату Пенсільванія. Населення — 1737 осіб (2020).

## Географія
Еванс-Сіті розташований за координатами 40°46′7″ пн. ш. 80°3′30″ зх. д. / 40.76861° пн. ш. 80.05833° зх. д. (40.768498, -80.058366).  За даними Бюро перепису населення США в 2010 році місто мало площу 2,12 км², уся площа — суходіл.

## Демографія
Згідно з переписом 2010 року, у селищі мешкали 1833 особи в 775 домогосподарствах у складі 492 родин. Густота населення становила 865 осіб/км².  Було 829 помешкань (391/км²).
Расовий склад населення:
| - 98,4 % — білих - 0,5 % — азіатів - 0,4 % — чорних або афроамериканців - 0,1 % — вихідців з тихоокеанських островів |

До двох чи більше рас належало 0,5 %. Частка іспаномовних становила 0,8 % від усіх жителів.
За віковим діапазоном населення розподілялося таким чином: 22,4 % — особи молодші 18 років, 62,4 % — особи у віці 18—64 років, 15,2 % — особи у віці 65 років та старші. Медіана віку мешканця становила 40,7 року. На 100 осіб жіночої статі у селищі припадало 92,1 чоловіків;  на 100 жінок у віці від 18 років та старших — 90,2 чоловіків також старших 18 років.
Середній дохід на одне домашнє господарство  становив 57 509 доларів США (медіана — 47 000), а середній дохід на одну сім'ю — 76 186 доларів (медіана — 63 750). Медіана доходів становила 45 298 доларів для чоловіків та 36 875 доларів для жінок. За межею бідності перебувало 4,4 % осіб, у тому числі 0,0 % дітей у віці до 18 років та 7,1 % осіб у віці 65 років та старших.
Цивільне працевлаштоване населення становило 1005 осіб. Основні галузі зайнятості: освіта, охорона здоров'я та соціальна допомога — 21,5 %, роздрібна торгівля — 17,5 %, мистецтво, розваги та відпочинок — 10,6 %, виробництво — 9,4 %.